# Foni Kansala
Foni Kansala é um distrito da Gâmbia.